# Давидчук Ярослав Олександрович
Яросла́в Олекса́ндрович Давидчу́к (3 жовтня 1999) — український самбіст і дзюдоїст. Чемпіон України (2021) і Європи (2021), призер світових і континентальних першостей із самбо. Майстер спорту України міжнародного класу.

## Біографія
Народився у місті Нетішин Хмельницької області. У чотирирічному віці залишився без батька.
Зайняття самбо розпочав у 2007 році в КДЮСШ ППО Хмельницької АЕС. Перший тренер — заслужений майстер спорту України Руслан Задворний. Згодом тренувався у заслуженого тренера України Геннадія Горохова.
Чемпіон світу та Європи із самбо серед юніорів. На Кубку Європи серед дорослих виборов бронзу (2018) і срібло (2019).
Бронзовий призер чемпіону України з дзюдо 2023 року. Чемпіон European Open з дзюдо 2024 року у Дьорі (Угорщина) в категорії до 90 кг.
Студент Львівського державного університету фізичної культури імені Івана Боберського (ЛДУФК).

## Нагороди і відзнаки
За підсумками 2019 і 2021 років Ярослав Давидчук визнавався кращим самбістом України.